# Архив на Държавна сигурност

## Първо главно управление
През цялото си съществуване Първо главно управление на ДС е имало самостоятелен архив, различен от този в МВР. Последната строго секретна инструкция за оперативния отчет на ПГУ, по който архивът се е ръководел, датира от 20 ноември 1976 г. и е подписана от министър Димитър Стоянов. В архива делата са систематизирани в следните фондове:
- фонд №1 – лични и работни дела на агентурата
- фонд №2 – дела за оперативни разработки, проверки и наблюдение
- фонд №3 – дела за обектови разработки
- фонд №4 – литерни дела (дела на институции, например западните радиостанции)
- фонд №5 – дела на Второ главно управление (контраразузнаването)
- фонд №6 – дела на разузнавателния отдел на Гранични войски
- фонд №7 – дела на оперативния състав на ПГУ
- фонд №8 – дела на оперативни работници на обществени начала
- фонд №9 – служебен архив
- фонд №10 – оперативна преписка с резидентурите
- фонд №11 – партиен архив.

Личните дела на агентурата се съхраняват до навършване на 75-годишна възраст на агента. Работните дела на агентурата – до 15 години след предаване на делото в архива. Делата на съдържатели на явочни и конспиративни квартири – до 10 години след архивирането им. Делата за оперативна разработка, проверка и наблюдение – до навършване на 75-годишна възраст на обекта. Делата за обектова разработка се съхраняват за постоянно, а литерните дела – до 15 години след предаването им в архив. След изтичането на тези срокове делата се подлагат на експертиза от специална комисия при архивния отдел в ПГУ. Тя определя историческата, научната, справочната и учебната стойност на делата. Определените за постоянно запазване материали се подреждат по фондове в историческия архив, а неценните се описват в протоколи и се предлагат за унищожение.
Теоретично нерегламентираното унищожаване на досието започва с физическото изваждане на дадено дело по искане на съответния ръководител или оперативен работник. Системата на отчетност в архива налага в отдела да остане специална бланка (образец) и този документ се съхранява до връщането на делото (отговорността за унищожените документи остава в служителя, който ги е изискал). За да се изчистят напълно следите, досието трябва да се заличи и от четирите източници, в които всяко дело се регистрира:
- Картотеките, които съдържат картон за всяко лице с дело, върху който е отбелязан номерът му.
- Регистрационният дневник, в който се завеждат по номера всички образувани дела. Унищожаването му крие сериозни рискове, тъй като той е номериран, и липсата на страница от него веднага ще се установи.
- Бланката, която остава в архива
- Компютърният регистър, който трябва да съдържа информацията от хартиения

Създадената система на отчетност е сложна и заличаването на всички изброени документи може да бъде извършено единствено със знанието на началника на архива.
Прочистването на досиетата стартира в началото на 1990 г., когато БКП разбира, че промените са неизбежни, а в Първо главно се страхуват от разкриването на редица престъпления, в които то е замесено. Според тогавашния шеф на архива полк. Радко Тодоров там се съхранявали около 60 000 тома дела. Секретните материали са товарени на камиони и през нощта са откарвани в Перник, където са изгаряни в пещите на държавния металургичен комбинат „Ленин“. Изчисленията показват, че са изгорени между 10 и 20 хиляди досиета от разузнаването. Цялата операция приключва малко преди първите демократични избори през юни 1990 г., без опозицията или обществото да са разбрали нещо за нея.
Само от 25 януари до 7 февруари 1990, по силата на докладна записка от заместник-вътрешния министър Стоян Савов, подготвена от Нанка Серкеджиева (бивш директор на архивите на ДС) и утвърдена от министъра Атанас Семерджиев, са унищожени 130 978 архивни досиета и 13 257 досиета на действащи агенти на ДС. Освен това са унищожени оригиналите на още 18 695 досиета, които са микрофилмирани.

## Законодателство след 1990 година относно достъпа до документите на бившата Държавна сигурност
В България, единствена от бившите Съветски сателити в Източна Европа, процесът на отваряне на досиетата е в начален стадий. Единствената сходна държава с подобно поведение е Албания. Въпреки наличието на закон за предаване на архива на Държавна Сигурност към националния архив процесът е протакан и неясен. Неколкократно са образувани комисии за отваряне на архива на ДС (накратко наричан „досиетата“).

### 1997 г. Първи Закон за достъп до документите на бившата ДС и РУ на ГЩ
- Закон за достъп до документите на бившата Държавна сигурност, Обнародван в ДВ, бр. 63 от 1997 г.

Проверката за принадлежност се осъществява от т.нар. Комисия Бонев, която започва работа през 1997 г. под ръководството на тогавашния вътрешен министър Богомил Бонев от правителството на Иван Костов. Комисията огласява имената на 23-ма политици, работили за Държавна сигурност, от които 14-има са депутати в действащото тогава XXXVIII народно събрание. Решението за разкриване на досиета е обжалвано пред Конституционния съд. Съдът постановява, че досиетата на т.нар. „картотекирани“ и на тези, на които имената са вписани само в регистрационен дневник (виж „Видове агенти“) не могат да бъдат разкрити.

### 2001
- Закон за достъп до документите на бившата ДС и бившето Разузнавателно управление на Генералния щаб, Обнародван в ДВ, бр. 24 от 13 март 2001 г.

Дейността по този закон се осъществява от две комисии:
- - Комисия Андреев – През 2001 се създава нова седемчленна комисия, под ръководството на Методи Андреев, която е закрита през 2002 от правителството на Симеон Сакскобургготски с нов Закон за защита на класифицираната информация. Член на тази комисия е и Христо Марински, за когото през 2007 излиза информация, че е бил в резервния щат на КДС. Методи Андреев заявява, че той е бил включен, защото МВР е изнесло невярна информация за несвързаност с тайните служби.[3]

Комисията установява принадлежност към ДС ма 129-има депутати в парламентите от 1989. Огласени са 52 имена, за които има безспорни доказателства. Заради решението на Конституционния съд са спестени имената на 51 депутати, за които има запазени регистрационни картони, а за 21 данните са определени като спорни.
- - Комисия Ананиев – за разкриване на принадлежност

### 2002
- Закон за защита на класифицираната информация

На 30 април 2002 законът за достъп до досиетата е отменен от правителството на Симеон Сакскобургготски с приемането на Закона за защита на класифицираната информация, в който обаче липсват каквито и да е специални разпоредби относно достъпа и използването на документите на бившата ДС.
В този закон никъде не се споменават изрично архивите на бившите тайни служби. Към настоящата дата журналистът от в. „Дневник“ Христо Христов печели на две инстанции дело срещу директора на Национална разузнавателна служба – ген. Кирчо Киров, но тече обжалване пред трета. Делото е за неразкриване на информация с изтекъл срок на защита.
Законът за защита на класифицираната информация дава възможност документите да се скрият и чрез класифицирането им. Какви тайни в разузнаването от времето на комунизма са получили нов гриф „Секретно“ или „Строго секретно“ се знае единствено в рамките на НРС. Прекласифицирането на архивни документи, което трябваше да се извърши до март 2003 г., може да се окаже незаконно. Само двама души в НРС със сигурност могат да кажат дали и колко досиета са унищожени или неправилно „замразени“ за дълги години напред. Това са директорът на разузнаването и шефът на архивния отдел.

### 2006
- Законопроект за достъп и използване на документите на ДС и Разузнавателните служби на Българската народна армия, Законът е внесен в НС на 10 май 2006 от Иван Костов (ПГ на ДСБ) и група народни представители
- Законопроект за разкриване на документите и обявяване на принадлежност към бившата Държавна сигурност или бившето Разузнавателно управление на Генералния щаб, внесен в НС на 29 юни 2006 от Петър Стоянов и група народни представители (ПГ на ОДС).
- Законопроект за достъп до документите и обявяване на принадлежност на български граждани към Държавна сигурност и Разузнавателното управление на Българската народна армия, № 654-01-115, внесен от Касим Дал на 4 август 2006
- Закон за разкриване на документите на Държавна сигурност и разузнавателните служби на армията

На 6 декември 2006, с гласовете на управляващата коалиция, се приема Закон за разкриване на документите на Държавна сигурност и разузнавателните служби на армията, в който е записано, че за началниците на отдели и сектори в Служба „Военна информация“ към министерство на отбраната (МО) и шефовете на отдели или секции в Национална разузнавателна служба (НРС) след 16 юли 1991, няма да се установява принадлежност към органите на бившата ДС.
Досиетата, които няма да бъдат разкрити заради заплаха за националната сигурност, ще бъдат регистрирани в отделен фонд под пряко разпореждане на председателя на комисията по досиетата.

### 2007
Създадена е комисия с председател Евтим Костадинов, която установява шестима сътрудници на ДС сред евродепутатите, трима съдии от Конституционния съд, гласували за засекретяването на агентите, за които има само картони, 15-има членове на Висшия съдебен съвет и 22-ма души от администрацията на президента, включително и Георги Първанов. На 4 септември 2007 комисията разкрива имената на 139-има депутати от VII велико народно събрание до XL народно събрание, за които е установена принадлежност към ДС.

### 2008
През февруари 2008 година Комисията по досиетата оповестява 114 имена на политици от правителствата след 1990 година, сътрудничили на Държавна сигурност и разузнавателните служби на Българска народна армия.

### 2009
На 3 август 2009 с решение №72/ 3 август 2009 г., Комисията по досиетата оповестява имената на 2366 лица от 273 електронни медии – собственици, директори, заместник-директори, главни редактори, заместник главни редактори, членове на редакционни съвети, политически коментатори, водещи на предавания, водещи на рубрики – радиа и телевизии.

### 2012
Председателят на Комисията – Евтим Костадинов – се оказва офицер от Народна милиция, заради което на българската комисия е отказано членство в „Платформа за европейска чест и съвест“. Вътрешният правилник на платформата изключва възможността членове да стават представители на комунистическия репресивен апарат и изразяват възмущението си чрез протестно писмо до българския премиер..
През същата година е разкрита операцията на Държавна сигурност от 1985 г. по кражбата на оригиналния ръкопис на История славянобългарска от Зографския манастир. Операция Маратон е подготвяна изключително дълго, а провеждането ѝ става публично след като журналистът Христо Христов открива в архивите на ДС плановете и отчетите за нея.